# 人和街道 (重庆市)
人和街道，是中华人民共和国重庆市渝北区下辖的一个乡镇级行政单位。

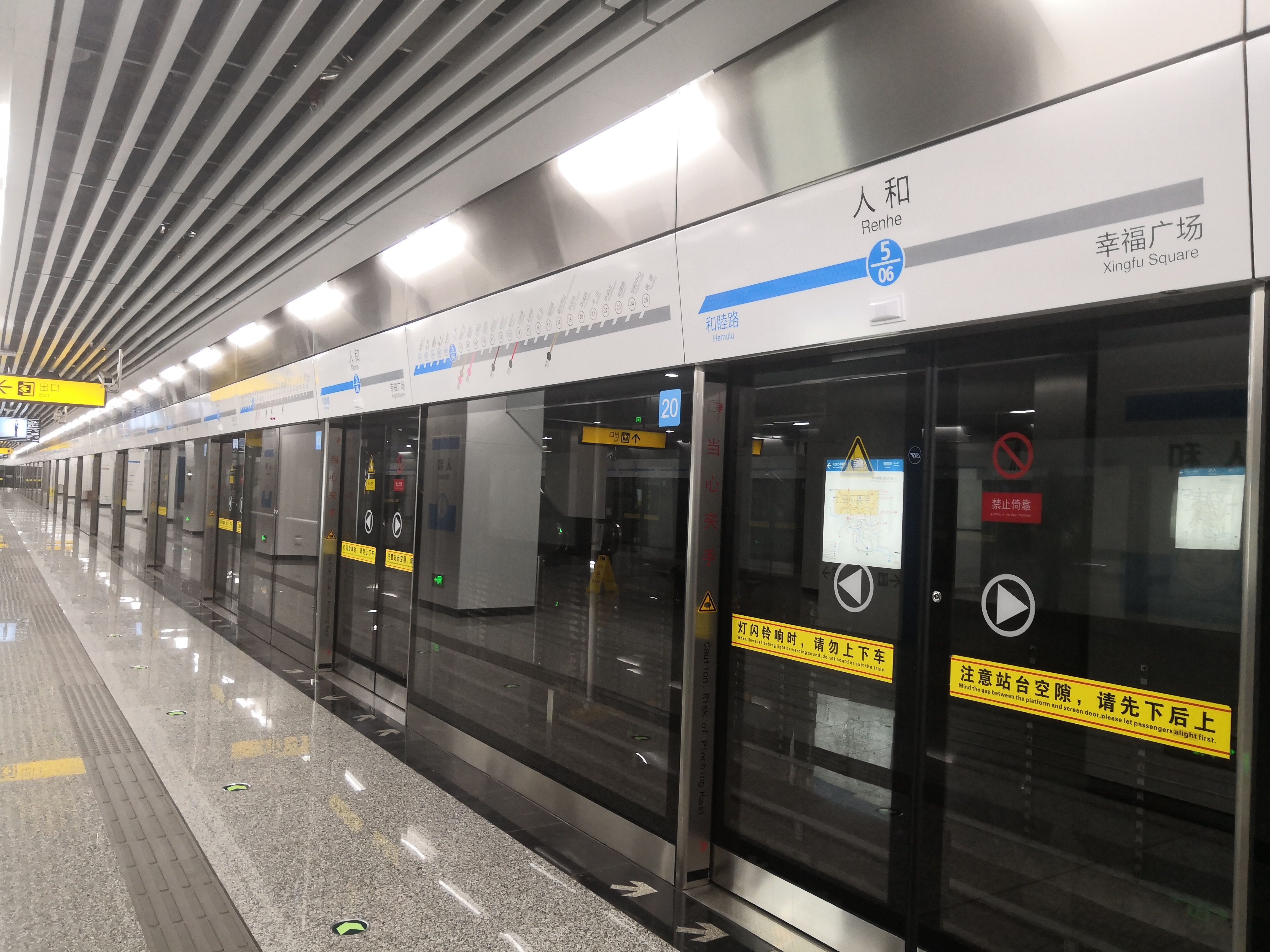
人和地铁站

## 行政区划
目前，人和轄區面積16.87平方公里，轄8個社區居委會（其中6個社區以轉非安置居民為主）。
人和街道下辖以下地区：和睦路社區，萬壽山社區，邢家橋社區，汪家橋社區，萬紫山社區，萬年路社區，龍壽路社區和天湖美鎮社區。 籌備設立萬和苑社區及金和社區、人興路社區。
- 和睦路社區，2004年成立，轄區面積2平方公里，轄區內有人和街道辦事處、人和派出所、人和實驗學校、北部新區交巡警秩序大隊、北部新區消防支隊鴛鴦中隊、棕櫚泉聯英物業等7家企事業單位。
- 萬壽山社區，2005年初成立，轄區總面積0.4平方公里，是一個農轉非人員集中的安置小區，設21個居民小組，轄區有重慶雙英汽配廠、西南油氣田公司、重慶氣礦人和站、震旦消防人和車間、龍庭雅居等8家單位。
- 邢家橋社區，1993年3月成立，是人和街道的經濟、商貿中心，由農轉非、老街舊城拆遷安置戶、購買商品房遷入戶三類人群組成。占地約1.3平方公里。轄區內有人和綜合交易市場、重客隆超市、重百超市、重慶新勞教轉運站、北部新區公路管理所、人和交巡警平台、重慶冠忠新城公交公司、北城醫院等單位。
- 汪家橋社區，1999年2月成立，位於人和街道西南部，地處黃山大道東段，東起人和大道，西至黃山大道中段，南以319國道為界，北接金開大道，轄區面積約4平方公里。轄區內有古木峰公園、兩江幸福廣場、金科天籟城、市消防總隊、市政委、市農委等機關事業單位及星系列辦公樓宇。
- 萬紫山社區，2008年12月由大坡、重光、吉樂和萬年四個村農轉非人員為主體組建而成的新社區，轄區總面積約3.5平方公里，東至210國道，南至和睦路，西至萬年路，北至金開大道。
- 萬年路社區為拆遷安置小區，面積0.62平方公里，由當地的「農轉非」人員和化龍橋片區拆遷安置的居民構成。
- 龍壽路社區，2011年1月8日成立，轄區面積0.8平方公里，東至龍壽路，南至人興路、西至金開大道、北至和睦路，由農轉非小區、協信檸檬郡、富悅景園、政府家屬院、北部新區第一人民醫院、新世紀百貨超市、才兒坊幼兒園、蓓蕾幼兒園、協信TOWN城、富悅果嶺、龍禹加油加氣站等十餘家企事業單位。
- 天湖美鎮社區，2011年1月8日成立。轄區範圍東至金開大道、南至照母山植物園，西至照母山植物園，北至金州大道。總面積2平方公里。區域內有天湖美鎮、東方王榭雅郡、恆大華府、加新沁園、萬科悅峰、悅府和和記黃埔樓盤，有金科物業管理公司、遠大印務、華庭運輸有限公司、重慶天來大酒店、女子特勤總隊、金弓實業等十幾家共建單位。

## 歷史及沿革
人和，原屬江北縣義里八甲、九甲地。清道光年間名瓦店子。據道光《江北廳志》記載，當時名人和場。因在瓦店子東南西北四方都有一口泉水井，名『四方井』，久早不枯，可供飲用。當時嚴、葉、李、孟四家對建場有爭論，人們提出人以和為貴，故名為人和場。《江北建設特刊》1934年9月記載為人和鎮。1939年至1958年為人和鄉。1952年10月，劃歸重慶市第二區。1953年5月，歸還江北縣。1958年為人和人民公社。1985年時轄九個村：萬年村、龍壩村（建設）、集樂村、重光村、大坡村（白果）、雙橋村、柏林村、天宮殿村（和平）、雙碑村。
- 民國29年（1940年）9月10日至次年。人和鎮4個保劃歸重慶市區[4]。
- 1991年9月24日，撤銷人和鄉，置人和鎮。
- 1995年1月18日，江北區寸灘街道頭塘村塘塆社飛入渝北區人和鎮雙碑村的飛地。併入渝北區人和鎮[5]。
- 2005年8月23日，天宮殿村、雙碑村(319國道以北第6組、18組除外)2個村劃歸天宮殿街道。轄大坡村、集樂村、重光村3個村、雙碑村第6組、18組及和睦路、萬壽山、邢家橋、汪家橋4個社區[6]
- 2013年10月23日，調整區劃，以藍湖郡西面自然山脊線接金州大道東段中心線，接金福路中心線，至火鳳山公園東部邊界線為界，將人和街道以東區域劃歸金山街道，調整後，東接金山街道，以火鳳山公園東部邊界線連金福路中心線至金州大道東段中心線接藍湖郡西面自然山脊線為界；南靠大竹林街道、天宮殿街道，以金開大道、人和大道、渝都大道中心線為界；西臨康美街道，以渝合高速中心線為界；北連康美、鴛鴦街道，以金州大道、金山大道、橫六路中心線為界。幅員面積16.87平方公里，轄萬紫山、和睦路、萬壽山、龍壽路、天湖美鎮、萬年路、邢家橋7個社區[7]。

## 交通
- 人和站